# 青葉通一番町駅

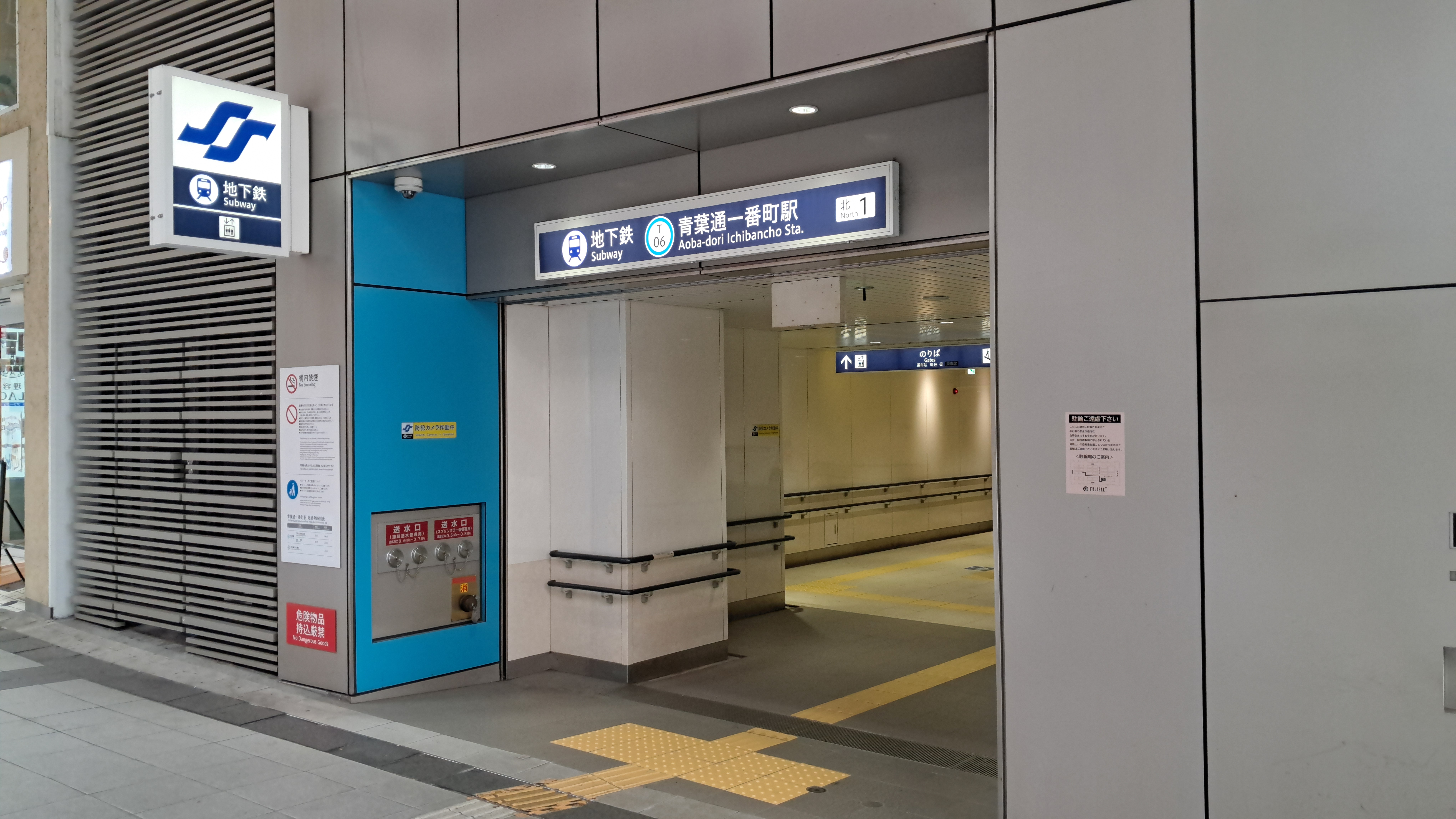
北1出入口（2024年4月）

青葉通一番町駅（あおばどおりいちばんちょうえき）は、宮城県仙台市青葉区一番町三丁目に位置する、仙台市地下鉄東西線の駅。駅番号はT06。副駅名は「藤崎前」（令和7年3月31日まで）。
当駅 - 荒井駅間は仙石線との代替輸送（振替輸送）対象路線に指定されており、当駅はあおば通駅が代替輸送指定駅とされている。東西線の当駅以東区間が運転見合わせとなった場合は、仙石線（あおば通駅 − 中野栄駅）への振替乗車が認められる場合がある。

## 歴史
- 2000年（平成12年）10月 - 駅名（仮称）を公表。
- 2008年（平成20年） - 着工。
- 2013年（平成25年）12月24日 - 駅名を正式発表。
- 2014年（平成26年）3月31日 - 駅直結ビル「ザ 仙台タワー」竣工。
- 2015年（平成27年）12月6日 - 開業。

## 駅構造
青葉通と一番町（サンモール一番町）の交差部に位置する。青葉通上には、西から大町西公園駅・当駅・東日本旅客鉄道（JR東日本）あおば通駅の3駅が並ぶ。
北2出口は藤崎本館との連絡口で、地下2階「My kitchen」と接続する。その他、駐輪場用の出入口が青葉通沿いに2ヶ所、自転車用エレベーターが1ヶ所。改札口が地下4階相当部、ホームが地下5階相当部にあり、地下1階部は地下駐輪場となっている。

### のりば
| 1 | ■ 東西線 |  | 仙台・荒井方面     |  |
| 2 | ■ 東西線 |  | 八木山動物公園方面 |  |

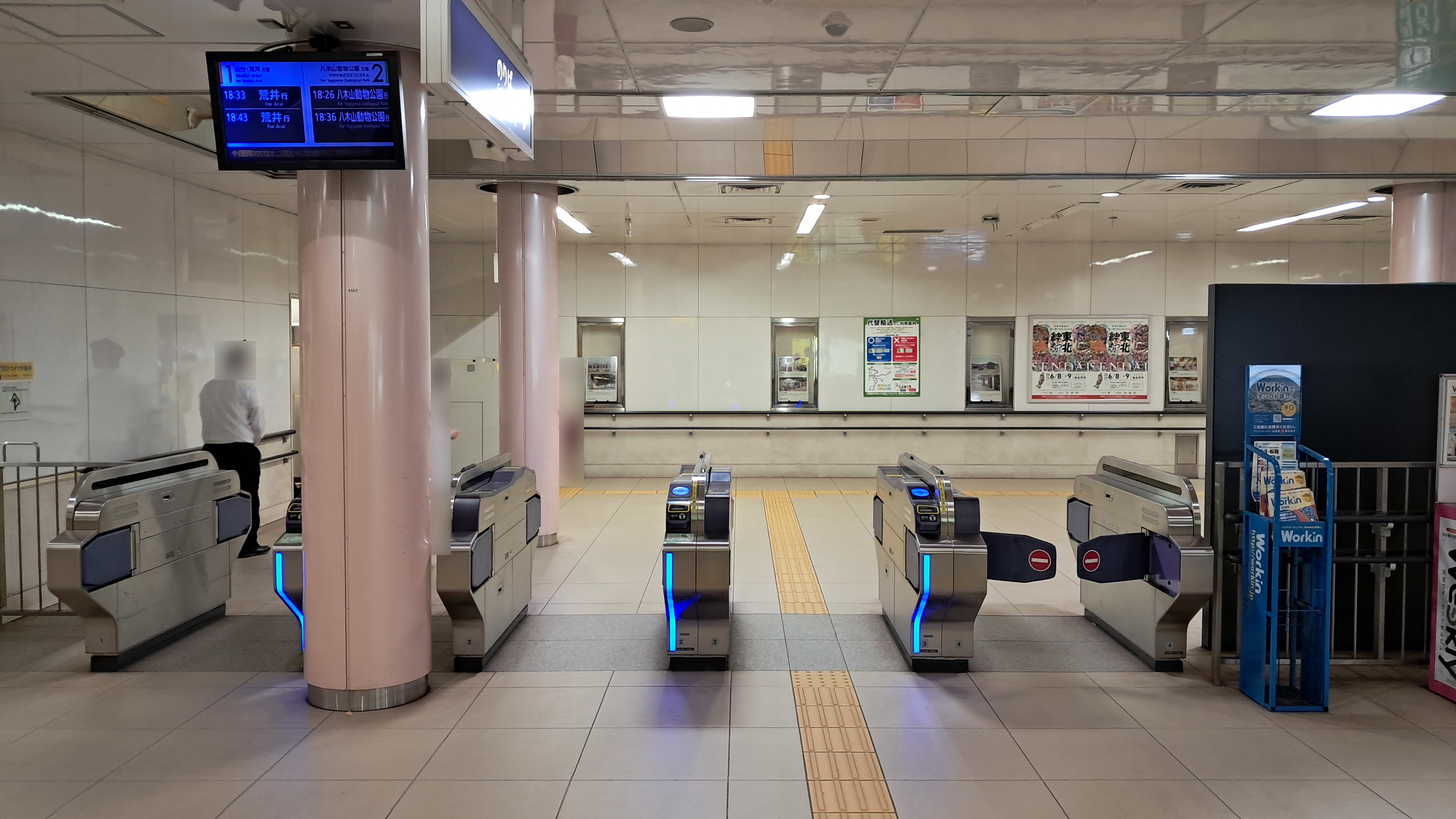
改札口（2024年5月）
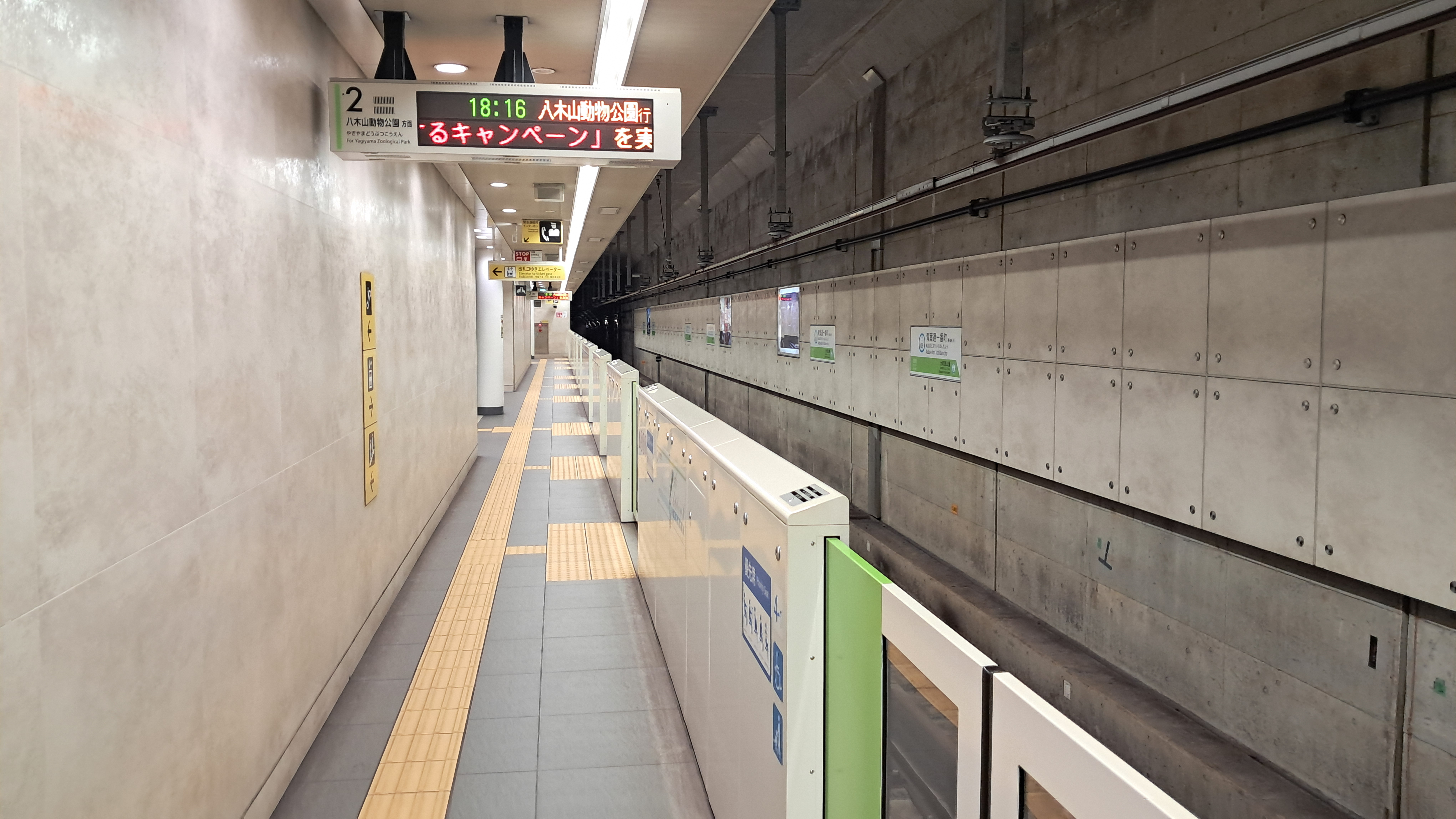
ホーム（2024年5月）
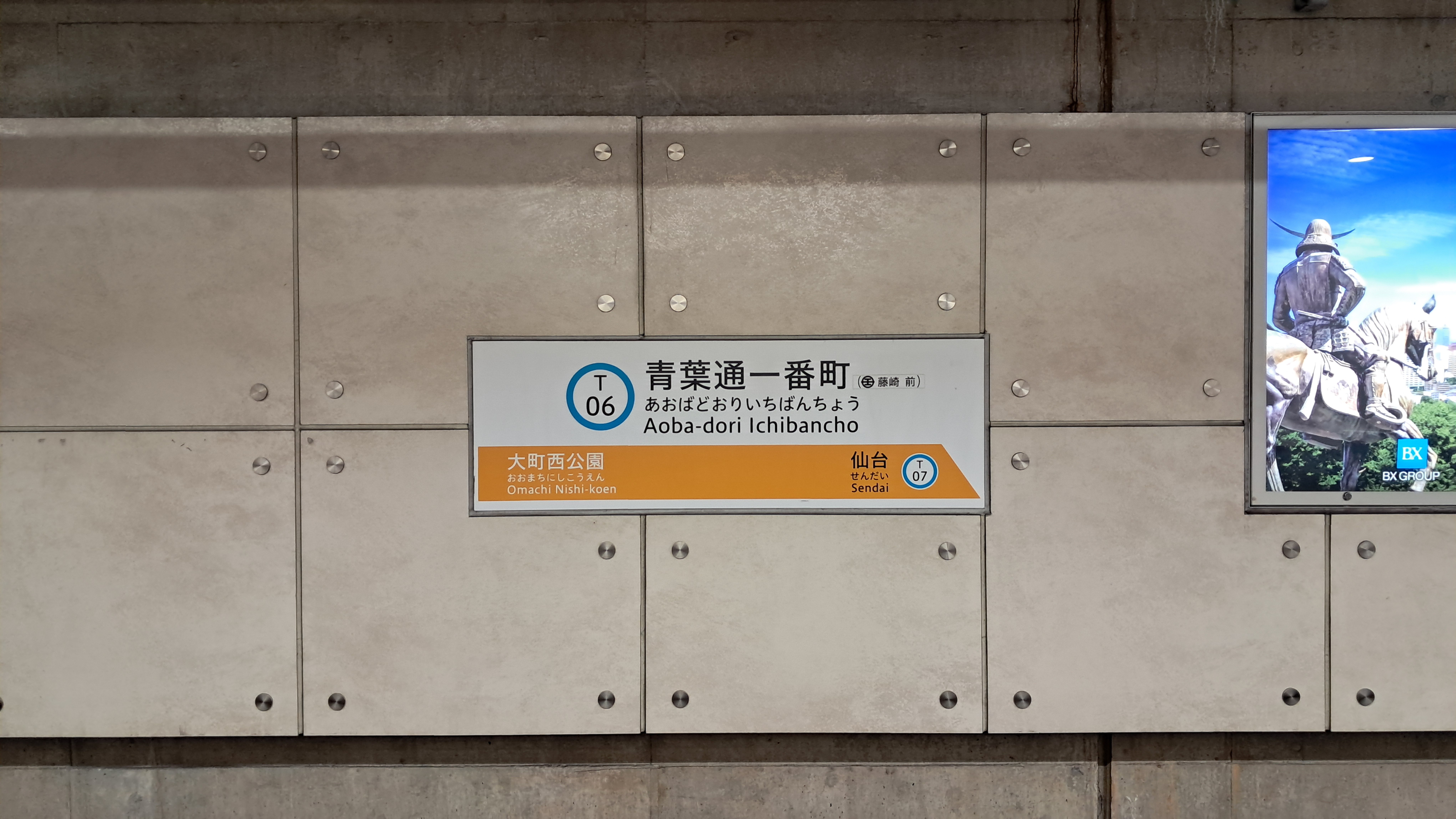
駅名標（2024年5月）

## 出口案内
北1・2、南1の計3ヶ所。
北1出口
- サンモール一番町
- ぶらんど～む一番町
- マーブルロードおおまち
- kurax
- 電力ビル
- 日本銀行仙台支店
- 晩翠草堂
- 仙台市市民活動サポートセンター
- 仙台市戦災復興記念館
- 東北公済病院

南1出口
- ザ 仙台タワー
  - シリウス・一番町
- サンモール一番町
- 青葉区中央市民センター
- 仙台市立東二番丁小学校
- 七十七銀行本店
- イムス明理会仙台総合病院
- 仙台高等・地方・簡易裁判所合同庁舎
- 仙台家庭・簡易裁判所合同庁舎
- 東北大学片平キャンパス
- 仙台トラストシティ
  - ウェスティンホテル仙台
- りそな銀行仙台支店

北2出口
- 藤崎

## 利用状況
| 乗車人員推移 | 乗車人員推移     |
| 年度         | 一日平均乗車人員 |
| ------------ | ---------------- |
| 2015         | 5,303            |
| 2016         | 5,828            |
| 2017         | 6,750            |
| 2018         | 7,311            |
| 2019         | 7,587            |
| 2020         | 5,718            |
| 2021         | 6,020            |
| 2022         | 6,839            |
| 2023         | 7,438            |

- 2023年度（令和5年度）
  - 1日平均乗車人数：7,438人[3]>

一日平均乗車人員（単位：人/日）

### 備考
- 開業時の一日平均乗車人員は5,764人を見込んでいた。

## 駅周辺
- ザ 仙台タワー - 駅直結
  - シリウス・一番町
- 青葉通
- 一番町
- 中央通り
- 国分町
- 藤崎 - 本館地下2階生鮮売場「マイキッチン」直結
  - 本館
  - 一番町館
  - 大町館
- kurax
- 仙台ファーストタワー
  - 藤崎ファーストタワー館
  - みずほ銀行仙台支店・仙台法人支店
  - みずほ信託銀行仙台支店
  - みずほ証券仙台支店
  - みずほ不動産販売仙台センター
- 東北大学片平キャンパス
- 仙台市立東二番丁小学校
- 電力ビル
  - 電力ホール
- 芭蕉の辻
- 晩翠草堂
- 日本銀行仙台支店
- 七十七銀行本店
  - 七十七銀行芭蕉の辻支店
  - 七十七銀行南町通支店
- 仙台銀行ビル
  - じもとホールディングス本社
  - 仙台銀行本店
    - 仙台銀行国分町支店
    - 仙台銀行東京支店
- りそな銀行仙台支店
- 三菱UFJ信託銀行仙台支店
- きらやか銀行仙台一番町支店
- 山形銀行仙台支店
- 北都銀行仙台支店
- 青森みちのく銀行仙台一番町支店
- ゆうちょ銀行仙台支店
- 仙台弁護士会館

### バスのりば
- 青葉通一番町駅

| のりば | バス会社     | 行き先 |
| ------ | ------------ | --- |
| 1      | 仙台市営バス | [J701][J704][J706]広瀬通駅・定禅寺通市役所経由交通局東北大学病院 [S701][S870][S875][S876][S877][S880][S890][S899]仙台駅 |
| 1      | 宮城交通     | 仙台駅前経由県庁市役所前 仙台駅前 |
| 2      | 仙台市営バス | [880]東北大学病院経由南吉成・国見ケ丘一丁目 [X880]東北大学病院経由南吉成・中山台・実沢(営) [870]東北大学病院経由貝ケ森・国見ケ丘 [875][X875]東北大学病院・貝ケ森経由国見ケ丘・中山台・実沢(営) [876]東北大学病院・貝ケ森一経由国見ケ丘・中山台・泉ビレジ [890]東北大学病院経由子平町 [899]東北大学病院経由子平町→北山循環 [877]貝ケ森一丁目直通経由青陵校 |
| 2      | 宮城交通     | 北山トンネル・桜ヶ丘・加茂経由泉中央駅 動物公園駅・ひより台大橋経由山田自由ヶ丘 動物公園駅・ひより台大橋経由仙台南ニュータウン 動物公園駅経由長町駅東口 動物公園駅・長町駅東口経由市立病院 動物公園・松が丘経由長町駅東口 |
| 3      | 仙台市営バス | [701]霊屋橋経由八木山動物公園駅 [704]霊屋橋経由八木山動物公園駅・緑ケ丘三丁目 [706]霊屋橋経由八木山動物公園駅・八木山南・西高校 るーぷる仙台 |

## 駅名について
仮称は「一番町駅」。駅名検討委員会によって青葉通一番町駅とする案が示され、採用された。
なお、当駅とあおば通駅の間には「青葉通地下道」が所在するが、両駅との地下通路による接続はなされていない。

## 隣の駅
仙台市地下鉄
■東西線
大町西公園駅 (T05) - 青葉通一番町駅 (T06) - 仙台駅 (T07)